# Erin Ambrose
Erin Ambrose (* 30. April 1994 in Keswick, Ontario) ist eine kanadische Eishockeyspielerin und -trainerin, die seit 2023 beim Team Montréal der Professional Women’s Hockey League unter Vertrag steht. Sie ist seit etwa 2014 Mitglied der kanadischen Frauennationalmannschaft und mehrfache Weltmeisterin sowie Olympiasiegerin.

## Karriere
Ab 2008 spielte Ambrose für die Toronto Junior Aeros in der Provincial Women’s Hockey League. Aufgrund der dort gezeigten Leistungen wurde sie regelmäßig für die U18-Frauen-Nationalmannschaft Kanadas nominiert. Bei ihrem ersten Auftritt bei der U18-Weltmeisterschaft 2010 erzielte sie neun Assists und gewann mit der Auswahl die Goldmedaille. Bei der Weltmeisterschaft im folgenden Jahr erreichte die U18-Nationalmannschaft den Silberrang und Ambrose trug dazu zwei Assists bei. Wiederum ein Jahr, bei der Weltmeisterschaft 2012, später war Ambrose Kapitänin der U18-Auswahl, gewann eine weitere Goldmedaille und wurde als beste Verteidigerin des Turniers ausgezeichnet.
Anschließend nahm Ambrose ein Studium an der Clarkson University auf. Parellel zum Studium spielte sie für die Clarkson Golden Knights, das Eishockeyteam der Universität, in der ECAC Hockey. In ihrem Rookiejahr erzielte sie in 34 Spielen 6 Tore und erreichte 36 Scorerpunkte. In der folgenden Saison brillierte sie mit 14 Toren und 36 Torvorlagen in 37 Spielen und gewann mit Clarkson die erste nationale College-Meisterschaft in der Geschichte der Universität. Zudem gehörte Ambrose zu den Finalistinnen für den Patty Kazmaier Memorial Award, der die beste College-Spielerin auszeichnet. In den folgenden zwei Jahren war Ambrose Assistenzkapitänin ihres Collegeteams. 2016 beendete sie ihr Studium mit einem Master in Innovation and Entrepreneurship.
Nach dem Ende ihrer NCAA-Karriere wurde Ambrose beim CWHL Draft 2016 von den Toronto Furies an siebter Stelle ausgewählt.
Im Rahmen des Four Nation Cups 2014 kam Ambrose erstmals für die kanadische Nationalmannschaft zum Einsatz und gehörte in den folgenden drei Jahren zum erweitern Nationalkader. 2017 debütierte Ambrose für das Team Kanada bei der Frauen-Weltmeisterschaft. Sie erzielte im Turnierverlauf jeweils Tor und eine Vorlage und gewann mit dem Team die Silbermedaille. Vor den Olympischen Winterspielen 2018 bereitete sie sich mit dem Team Kanada zentralisiert auf dieses Turnier vor, wurde jedoch im November 2017 aus dem Olympiakader gestrichen.
Nach dem Ausscheiden aus der Olympiamannschaft kehrte sie in die CWHL zurück und wurde im Dezember 2017 von den Furies an die Les Canadiennes de Montréal abgegeben, die im Gegenzug Draftpicks erhielten. In der Saison 2018/19 war Ambrose Assistenzkapitänin bei Les Canadiennes und erzielte in 26 Spielen 6 Tore und 18 Assists. Daher wurde sie als CWHL-Verteidigerin des Jahres ausgezeichnet.
Im Sommer 2019 wurde die CWHL aufgelöst und Ambrose entschied sich für einen Beitritt zur Professional Women’s Hockey Players Association. Anschließend spielte sie im Rahmen von Promotionsspielen (unter anderem der Dream Gap Tour) für das Montreal-Charter der PWHPA. Parallel betreute sie zwischen 2018 und 2021 die Frauenmannschaft der Concordia University als Assistenztrainerin.
Bei der Weltmeisterschaft 2019 gewann sie die Bronzemedaille und erreichte insgesamt sieben Scorerpunkte. Zwei Jahre später, bei der Weltmeisterschaft 2021 gewann sie die Goldmedaille. Gekrönt wurde die internationale Karriere mit dem Gewinn des olympischen Eishockeyturniers bei den Olympischen Winterspielen 2022 in der chinesischen Landeshauptstadt Peking.
Im Jahr 2023 wurde aus der PWHPA heraus die Professional Women’s Hockey League gegründet. Ambrose wurde beim ersten PWHL-Draft im September 2023 an sechster Stelle vom Team PWHL Montréal ausgewählt und im November desselben Jahres für drei Jahre verpflichtet.

## Erfolge und Auszeichnungen
| - 2013 Rookie of the Year der ECAC Hockey - 2014 First-Team All-American - 2014 NCAA-Division-I-Championship mit der Clarkson University | - 2016 First All-Star-Team der ECAC Hockey - 2019 Verteidigerin des Jahres der CWHL - 2024 Defender of the Year und First All-Star-Team der PWHL |

### International
| - 2010 Goldmedaille bei der U18-Weltmeisterschaft - 2011 Silbermedaille bei der U18-Weltmeisterschaft - 2012 Goldmedaille bei der U18-Weltmeisterschaft - 2012 Beste Verteidigerin der U18-Weltmeisterschaft - 2017 Silbermedaille bei der Weltmeisterschaft - 2019 Bronzemedaille bei der Weltmeisterschaft | - 2021 Goldmedaille bei der Weltmeisterschaft - 2021 All-Star Team der Weltmeisterschaft - 2022 Goldmedaille bei den Olympischen Winterspielen - 2022 Goldmedaille bei der Weltmeisterschaft - 2023 Silbermedaille bei der Weltmeisterschaft - 2025 Silbermedaille bei der Weltmeisterschaft |

## Karrierestatistik
(Legende zur Spielerstatistik: Sp oder GP = absolvierte Spiele; T oder G = erzielte Tore; V oder A = erzielte Assists; Pkt oder Pts = erzielte Scorerpunkte; SM oder PIM = erhaltene Strafminuten; +/− = Plus/Minus-Bilanz; PP = erzielte Überzahltore; SH = erzielte Unterzahltore; GW = erzielte Siegtore; 1 Play-downs/Relegation; Kursiv: Statistik nicht vollständig)